# Департамент транспорта Москвы
Департамент транспорта и развития дорожно-транспортной инфраструктуры города Москвы (Дептра́нс Москвы) — отраслевой орган исполнительной власти города Москвы, формирующий и реализующий политику города в сфере транспорта и развития дорожно-транспортной инфраструктуры: предоставляет государственные услуги, управляет государственным имуществом в сфере транспорта, обеспечивает транспортную безопасность. Вышестоящим органом исполнительной власти является правительство Москвы.

## История
Первым городским рельсовым транспортом в Москве стал электрический трамвай, запущенный в 1899 году. Впоследствии были введены в эксплуатацию: в 1924 году — автобус, в 1933 — троллейбус, в 1935 — метрополитен. Уже в постсоветскую эпоху в Москве была открыта монорельсовая система (2004 год), переведённая в 2017 году на экскурсионный режим.
Первым отраслевым органом, комплексно контролирующим функционирование городского транспорта столицы, стало Управление пассажирского транспорта Москвы, созданное решением Мосгорисполкома 31 июля 1958 года путём слияния действовавших с 1955 года Трамвайно-троллейбусного управления и Управления пассажирского автотранспорта. 30 июля 1991 года постановлением Правительства Москвы № 26 Управление было преобразовано в Комитет пассажирского транспорта. Распоряжением мэра Москвы Юрия Лужкова № 228/1-РМ от 13 августа 1996 года комитет был преобразован в Управление транспорта и связи комплекса городского хозяйства, переименованное в 2000 году в Управление транспорта и связи города Москвы, в 2004 году — в Департамент транспорта и связи, а в 2011 году — в Департамент транспорта и развития дорожно-транспортной инфраструктуры города Москвы. В том же году должность руководителя департамента занял Максим Ликсутов, сменив на этому посту Николая Лямова, который остался в должности заместителя мэра по вопросам транспорта; по словам мэра Москвы Сергея Собянина, плюсом Ликсутова как нового руководителя департамента может быть его опыт работы в транспортном бизнесе. Через год Собянин сместил Николая Лямова на другую должность, и 25 сентября 2012 года Максим Ликсутов стал заместителем мэра по вопросам транспорта.

## Современность

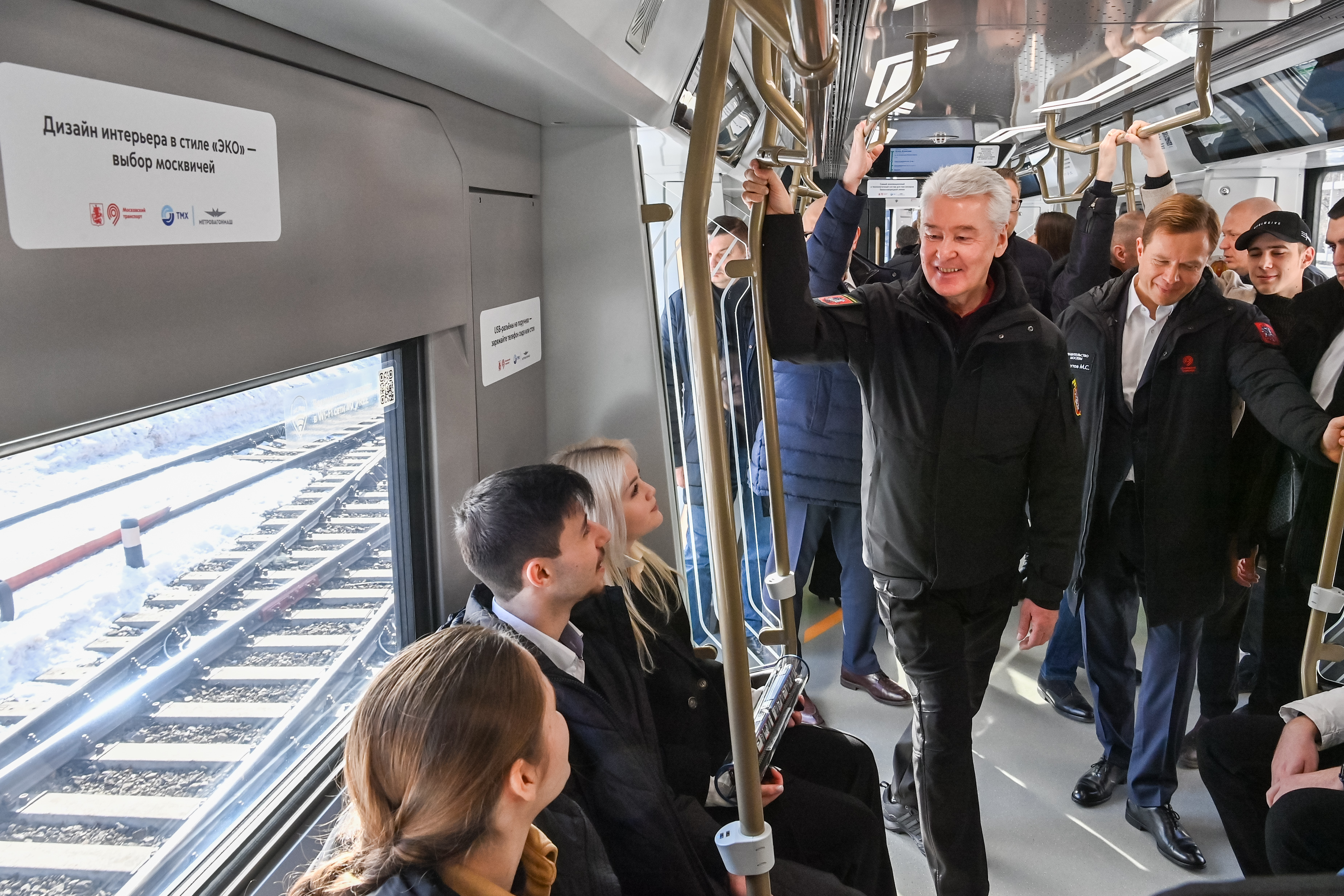
Запуск поезда "Москва-2024" на Замоскворецкую линию метро с участием Мэра Москвы Сергея Собянина, 11 марта 2024 г.

### Цели и задачи
Основные задачи департамента — разработка законодательства в сфере транспорта в Москве, контроль за соблюдением федеральных и местных законов в области транспорта и развития дорожно-транспортной инфраструктуры, разработка и реализация мероприятий, направленных на улучшение функционирования транспорта в Москве. 6 декабря 2011 года распоряжением мэра Москвы Сергея Собянина № 745-РМ Максим Ликсутов назначен на должность руководителя Департамента транспорта и развития дорожно-транспортной инфраструктуры города Москвы. Он сменил на этом посту Николая Лямова. Указом мэра Москвы от 25 сентября 2012 года Ликсутов назначен на должность заместителя мэра Москвы по вопросам транспорта.
Первые заместители руководителя департамента — Гамид Булатов, Роман Латыпов. Заместители — Дмитрий Пронин, Андрей Корнеев, Владимир Макаров.
Приоритетная задача деятельности департамента транспорта заключается в повышении удобства и безопасности московской транспортной системы для жителей города, а также привлечении в эту сферу малого и среднего бизнеса.
Также департамент совместно с Госавтоинспекцией Москвы занимается контролем общей ситуации в области дорожного движения на московских улицах.
Москва — лидер по безопасности дорожного движения в России, заявлял мэр Москвы Сергей Собянин. По словам заместителя мэра Москвы, этому поспособствовали обновление дорожной инфраструктуры и совершенствование парковочного пространства. 

### Итоги развития с 2010 по 2024 год
В феврале 2024 года в мэрии Москвы были подведены итоги развития транспорта с 2010 года.
Было отмечено, что количество станций рельсового каркаса столицы выросло почти в 2 раза. Москва — номер один по темпам развития рельсового каркаса в Европе. В результате беспрецедентных по объему работ сегодня вместо 182 станций метро в городе открыто более 430 станций метро, Московского центрального кольца (МЦК) и Московских центральных диаметров (МЦД). За 13 лет благодаря строительству новых линий в метро не осталось перегруженных перегонов.
В 2024 году в столичном регионе работают четыре диаметра, протяженность линий наземного метро превышает 300 км, для пассажиров доступны 137 станций. Линии наземного метро максимально интегрированы с московским транспортом, созданы удобные пересадки на метро, МЦК и между диаметрами. Развитие диаметров продолжается, проводится реконструкция существующих станций и создание новых московских городских вокзалов. Ведется и обновление подвижного состава: на первых двух диаметрах оно было завершено еще в первый год их работы (2019 г), на третьем диаметре от Зеленограда до Раменского в 2024 году уже курсировали только “Иволги”, продолжается активное обновление подвижного состава на МЦД-4, завершить его планируется в 2024 году.
Доля современного подвижного состава метро увеличена с 13 % до 75 % за счёт поставки более 4500 новых вагонов. На Кольцевой и Большой кольцевой линиях работают только новые составы «Москва 2020». В метрополитене запущен Центр обеспечения мобильности пассажиров, сотрудники которого помогли сопроводить уже 1,3 млн человек.
Закончилась эпоха «маршруток». Парк наземного транспорта Москвы стал самым «молодым» в Европе, введены в эксплуатацию новые трамваи, автобусы и электробусы. С 2018 года экологичные электробусы начали выходить на маршруты вместо дизельных автобусов. Пассажиров перевозят свыше 2250 электробусов на более чем 180 маршрутах. Все электробусы — российского производства. По контрактам жизненного цикла производители отвечают за техническую исправность каждой машины в течение 15 лет. Запущен первый в России сервис персонализированных перевозок по требованию «По пути» на территории пяти поселений ТиНАО и Инновационного центра «Сколково».
С 2017 года в столицу пришли более 500 самых современных вагонов российского производства. Парк трамваев в Москве обновлён на 97%. Трехсекционные вагоны «Витязь-Москва» являются флагманом московского трамвая. Вагоны этой модели имеют полностью низкий пол, оборудованы системой климат-контроля, мультимедийными экранами и разъемами для зарядки мобильных телефонов. Система адресного открытия дверей с помощью кнопки позволяет сохранять комфортную температуру в салоне в любое время года. Современные трамваи перевозят в 3 раза больше пассажиров, чем обычные автобусы,  а так же могут заменить до 200 автомобилей на столичных дорогах. Это делает трамвай самым эффективным видом городского транспорта после метро. По итогам 2024 года на этом виде транспорта пассажиры совершили более 190 млн поездок.
Внедрена Интеллектуальная транспортная система и запущен Ситуационный центр ЦОДД. Появилась билетная система «Тройка», она работает в 25 регионах страны, поездки можно оплачивать транспортной картой, бесконтактной банковский картой, смартфонами, QR-кодами, с помощью биометрической системы. Появились приложения «Московский транспорт» и «Метро Москвы», объединяющие все транспортные услуги, а приложение «Парковки России» (бывш. «Парковки Москвы»), в котором можно оплачивать парковки столицы, Санкт-Петербурга, Подмосковья, Кисловодска и, в перспективе, других городов скачали более 10 млн раз. В 2023 году приложение «Парковки России» стало победителем премии Digital Leaders в номинации «Мобильное приложение года».
Проведена реформа такси. Возник такой вид транспорта, как каршеринг, имеющий обширный парк автомобилей, на каждый из которых приходится в среднем шесть поездок в сутки. Запущен сервис «Социальное такси» для маломобильных пассажиров. Запущена городская программа размещения электрозарядных станций «Энергия Москвы».
Возвращён регулярный речной транспорт.
Запущены сервисы проката средств индивидуальной мобильности: велопрокат и прокат электросамокатов.
Популярность сервисов проката электросамокатов растет с каждым годом. Всего за сезон в 2024 пользователи совершили 70 млн поездок. Это на 6 млн больше, чем в 2023 году. При этом в восьмидесяти пяти процентах (85%) случаев самокаты арендовали с транспортной целью: чтобы доехать до метро, остановки наземного транспорта, офиса или места учебы.
Главный приоритет для города — повышение безопасности поездок. Для этого Дептранс Москвы совместно с Госавтоинспекцией Москвы и операторами сервисов проводили регулярные проверки по выявлению нарушителей на самокатах и велосипедах. Сотрудники Ситуационного центра ЦОДД оценивали дорожную ситуацию онлайн по камерам 24/7. Обо всех нарушениях сообщали операторам сервисов.
В сезоне 2024 года на самокатах и велосипедах проката установили укрупненные номерные знаки, поэтому определять по камерам нарушителей стало проще. Так, с начала сезона водители самокатов получили 155 тыс. штрафов, еще 135 тыс. аккаунтов были заблокированы.
Кроме того, в 2024 году в городе ввели более ста новых медленных зон в местах, где много пешеходов: у станций МЦД, МЦК, вблизи остановок городского транспорта и метро. Сейчас в городе действует более 350 медленных зон.
Еще власти города провели эксперимент по снижению скорости до 20 км/ч в зоне ТТК-МКАД. По его итогам число ДТП с участием электросамокатов в этой зоне снизилось на 48%.
Начался запуск первого в России беспилотного трамвая.
Хорошо отлаженная работа платных парковок в мегаполисе положительно отражается на жизни всего города. После запуска платных парковок за 12 лет в Москве на 12% выросла скорость движения, на 64% уменьшилось количество нарушений правил парковки, а также 2 раза сократилось среднее время прибытия экстренных служб.
Оборачиваемость платных парковок в 4,5 раза выше, чем у бесплатных, за счет этого водители совершают меньше перепробегов в поисках места, образуется меньше заторов, становится чище воздух и происходит меньше ДТП.  
Все деньги от уличных платных парковок направляются на благоустройство придомовых территорий, ежегодно на них обустраивают 1000-1500 дворов. 
Одно из главных достижений «Московского паркинга»: создание удобной системы оплаты парковки. Немаловажную роль здесь играет приложение «Парковки России» – самый популярный способ оплаты стоянки в Москве, который выбирают более 95% автомобилистов, а еще он доступен в Санкт-Петербурге, а с 2024 года – в городах Подмосковья и Кисловодске. В «Парковках России» –  помимо оплаты парковки, также есть более 20 полезных водителям функций.
Помимо уличных парковок, в Москве действует сеть городских парковок со шлагбаумом. Они бывают 3 типов: перехватывающие – это парковки у станций метро, МЦК или МЦД, они бесплатны с 5:30 до 2:00, если оставить на них машину, чтобы пересесть на поезд и совершить не менее двух поездок; абонементные – с возможностью купить абонемент на месяц, чтобы всегда иметь возможность припарковаться на своей парковке; почасовые – обычные парковки с почасовым тарифом. В общей сложности в Москве более 160 таких парковок .
Автовокзалы Москвы сегодня представляют собой новый уровень комфорта, безопасности и сервиса. С открытием автовокзала "Красногвардейский" в декабре 2023 года завершилось обновление всей сети автовокзалов столицы. Сегодня в Москве работают 5 современных автовокзалов, которые являются одними из самых передовых в Европе и среди стран бывшего СССР.
Каждый день столичными автовокзалами пользуются около 9 тыс. пассажиров. За последние девять лет ежедневный пассажиропоток вырос почти на 30%. С автовокзалов Москвы ежедневно отправляются рейсы по России и в страны ближнего зарубежья. Для удобства пассажиров созданы все необходимые условия: комфортные залы ожидания, комнаты матери и ребенка, кафе, вендинговые автоматы, камеры хранения, бесплатный Wi-Fi и многое другое.

### Реформа наземного городского транспорта
С 2015 года в Москве происходит реформа городского общественного транспорта, в ходе которой частные перевозчики были включены в единую систему городского транспорта, и фактически произошла ликвидация маловместительных маршрутных такси, имевших недостатки в виде более высокой цены на проезд и отсутствия льгот.
К августу 2017 года число нелегальных маршрутных такси в Москве сократилось в два раза, а скорость передвижения около крупных транспортно-пересадочных узлов возросла на 5 %, интенсивность движения увеличилась на 7 %, а количество ДТП с пострадавшими упало на 9 %.
В  2018 году была введена бестурникетная система наземного транспорта, которая сократила время проводимое пассажирами в пути. Сегодня все маршруты электробусов, трамваев и автобусов обслуживаются современным подвижным составом без турникетов.
2024 год стал рекордным по развитию экологичного наземного транспорта в столице. Электробусы вышли на более чем 70 маршрутов, а общее число поездок за год превысило 200 млн. 

### Борьба с загруженностью дорог
Одной из задач департамента является борьба с загруженностью дорог в Москве. Максим Ликсутов отметил, что в 2024 году в среднем в сутки по городу передвигалось около 2,8 млн автомобилей — это самый низкий показатель за последние шесть лет.
Это связано с ростом популярности городского транспорта Москвы: введены новые станции метро, в том числе БКЛ, запущены МЦД-3 и МЦД-4, чаще используется такси.
С 2012 года в Москве введена система платных парковок с целью решить проблему «хаотичной парковки» на улицах столицы и создать возможность для комфортного передвижения пешеходов, городского транспорта и автомобилей. Платные парковки администрирует ГКУ «АМПП». Кроме того, служба эвакуации АМПП перемещает автомобили, припаркованные с нарушением ПДД, а также помогает автомобилям, которые попали в ДТП или сломались и не могут самостоятельно покинуть место происшествия. Эвакуаторы перемещают поврежденный транспорт в безопасные места, чтобы освободить дороги и избежать повторных аварий.

### Велосипедизация Москвы

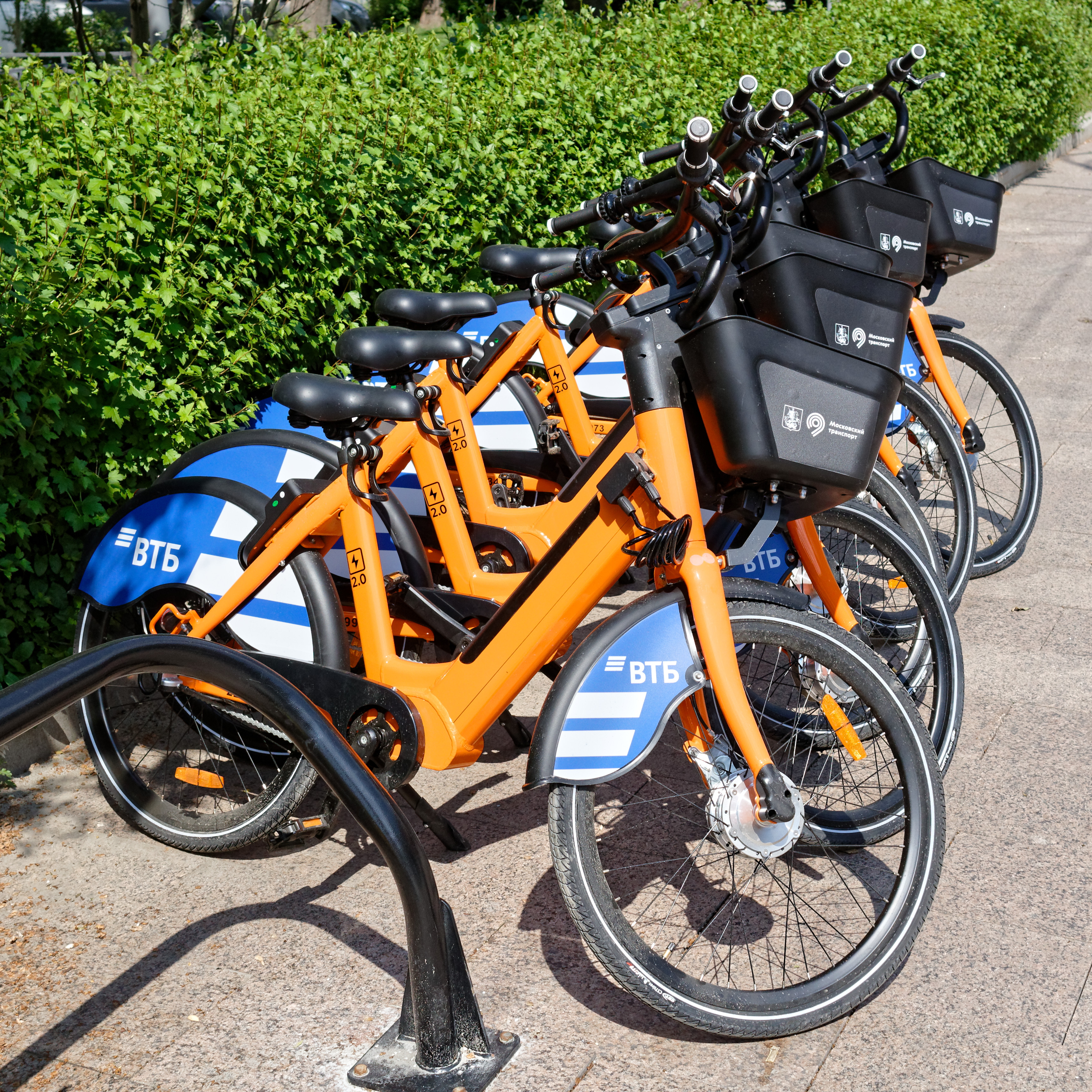
Бесстанционные прокатные велосипеды сервиса «Велобайк» на Нижней Краснохолмской улице, 2023 год

С 2011 года департамент занимается развитием в Москве инфраструктуры для передвижения на велосипедах, взаимодействуя при этом с представителями велообщественности, — в частности, созданием велопарковок и велодорожек и организацией велопроката. В 2012 году была принята программа велосипедизации Москвы. В 2015 году функцией проката велосипедов воспользовались 880 тысяч москвичей, к сентябрю 2017 года число использования велопроката составило 1,6 млн поездок. За лето 2020 года прокатом велосипедов в Москве воспользовались более 3,5 миллионов раз.
Департамент оказывает содействие акциям, популяризирующим временный отказ от личного автотранспорта в пользу велосипедного при передвижении по городу, — к примеру, в сентябре 2016 года в Москве были проведены акции «На работу на велосипеде» и «День без автомобиля».
Ежегодно в столице проводятся Московские велофестивали, в которых принимают участие десятки тысяч любителей велодвижения. В 2024 году в городе прошло три  велофестиваля — Весенний, Ночной и Осенний. Они стали самыми масштабными за последние несколько лет. Суммарно в мероприятиях приняли участие более 150 тыс. велосипедистов.
В 2023 году временная велоразметка появилась на 25 улицах Москвы. В 2024 году велоинфраструктуру обустроили на более 90 улицах. Также в Москве развивается кольцевой веломаршрут «Зелёное кольцо». Благодаря этому маршруту на велосипеде или самокате стало удобнее ездить в 8 округах города. Маршрут длиной более 100 км связывает 24 парка, и имеет 7 пересадок на станции МЦД и 3 пересадки на станции МЦК.
В Москве работает велопатруль. Специалисты ЦОДД выезжают на дороги в зависимости от сезона (весна-лето). Специалисты помогают велосипедистам: предоставляют инструменты для ремонта двухколёсного транспорта, оказывают доврачебную помощь и регулируют движение на сложных перекрёстках.

### Развитие речного транспорта
5 сентября 2020 года после масштабной реконструкции открылся Северный речной вокзал. Вокзалу был возвращён его исторической облик. По Москва-реке с Северного речного вокзала и с Южного (открыт после реконструкции в 2023 году), организованы круизы.
«Северный речной вокзал символизирует стремительное развитие речного транспорта Москвы. В отреставрированном здании есть все необходимое для удобства пассажиров. А теплоходы от причалов ходят до 30 городов и туристических центров России. По поручению Сергея Собянина мы развиваем площадку, отмечаем здесь городские праздники, проводим крупные фестивали. С сентября 2020 года состоялось уже более 950 бесплатных мероприятий»,— Максим Ликсутов, сентябрь 2023.
В 2022 году ЦОДД взял под контроль акваторию Москвы. Была запущена электронная платформа для судовладельцев – это система подачи документов и заявок. Также были созданы новые службы, следящие за акваторией: речной ситуационный центр, водный патруль, береговые, служба пассажирского сервиса на причалах.
Первый регулярный речной маршрут «Киевский — Сердце Столицы» открыт в июне 2023 года. В рамках первого этапа действуют шесть причалов-остановок: Киевский, Трёхгорный, Сити-Центральный, Сити-Багратион, Кутузовский и Сердце Столицы.
В сентябре 2023 года заработал второй регулярный речной маршрут «ЗИЛ — Печатники». В рамках первого этапа открыты шесть причалов-остановок: ЗИЛ, Автозаводский мост, Кленовый бульвар, Южный речной вокзал, Нагатинский затон и Печатники.
Количество причалов-остановок на первом и втором регулярных речных маршрутах планируют постепенно увеличивать. На всех причалах регулярного речного транспорта работают сотрудники пассажирского сервиса ЦОДД. Они оказывают помощь при посадке и высадке, помогают пассажирам сориентироваться и подсказывают как  оплатить проезд.
От Северного речного вокзала ходят теплоходы до причалов «Химки» и «Захарково».

### Экологическая реабилитация акватории Москвы-реки
26 сентября 2013 года Правительством Москвы было вынесено постановление департаменту транспорта об организации работы по освобождению водоёмов от объектов, не зарегистрированных в качестве судна, расположенных на территории столицы. В деятельность дептранса вошли действия по демонтажу дебаркадеров, и благоустройству набережных пешеходными и велосипедными зонами, на участках берегов Москвы-реки в районе «Красного Октября», Лужников и парка Зарядье.
Правительство Москвы реализовало ряд крупных проектов по благоустройству набережных и экологической реабилитации акватории Москвы-реки. Прежде всего, акватория Москвы-реки была очищена от незаконных плавучих объектов, не зарегистрированных в качестве судна. Было убрано 50 незаконных объектов (дебаркадеров), загромождавших речное русло и представлявших реальную опасность для безопасности судоходства и экологии. В 2023 г. были убраны ещё 20 судов и 10 плавучих объектов, а также подняты 2 затонувших судна. Полностью были очищены Кожуховский и Нагатинский затоны. В 2024 г.  работы были завершены – убраны оставшиеся 5 затонувших судов и более 10 судов, осуществляющих незаконную стоянку.

### Ответные меры нараспространение COVID-19 в России
В связи с распространением COVID-19 в России, в мае 2020 года Департамент транспорта Москвы принял решение о дезинфекции всего наземного общественного транспорта на конечных остановках. По заявлению Максима Ликсутова, ежедневно в московском метро обрабатывали около 500 000 м². Всего в уборке задействовали около 4 тысяч сотрудников.
С 2020 года запущена программа массового обновления вагонов метро. Обновлённые вагоны должны иметь системы обеззараживания воздуха, более широкие двери, большее количество USB зарядок для гаджетов и т. д.. Новые поезда будут обладать повышенной вместимостью — больше 2,2 тысяч человек.

### Подготовка кЧМ 2018

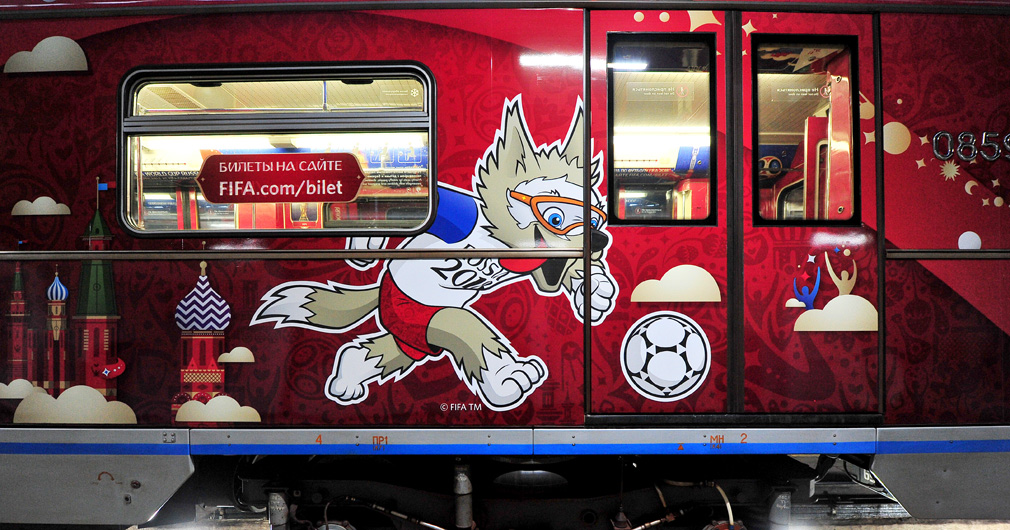
Тематический поезд «Чемпионат мира по футболу» в московском метрополитене, 2017 год

В декабре 2017 года Департамент транспорта и развития дорожно-транспортной инфраструктуры разработал основной перечень требований для компаний, предоставляющих сервис такси, которые осуществляли перевозку пассажиров во время проведения Чемпионата Мира по футболу 2018. Аккредитация таксистов прошла в первой половине 2018 года. Главные требования для прохождения аккредитации заключались в том, что таксомоторные компании должны предоставлять для перевозок болельщиков автомобили не старше четырёх лет, с кузовом жёлтого цвета для Москвы, и белого с жёлтой и серой полосами для Подмосковья. Автомобиль такси должен быть оснащён опознавательным фонарём на крыше, цветографической схемой, жёлтым государственным регистрационным знаком, информацией о водителе и тарифах внутри салона, и памяткой англо-русских фраз для предоставления информации о перевозках иностранным болельщикам.
В апреле 2018 в Московском метрополитене появились кассы, в которых есть возможность получить информацию о маршруте на английском языке от англоговорящих сотрудников. Такие кассы отмечены стикерами с надписью: «We speak English!». На момент 7 мая 2018 года более 150 сотрудников метрополитена окончили курсы английского языка.
Также была интегрирована дополнительная функция в приложение «Метро Москвы», с возможностью проложить маршрут к стадиону «Открытие Арена», Большой спортивной арене «Лужники» и точкам городского велопроката.
В том же месяце департаментом была проведена замена схем навигации, маршрутно-путевых полос и указателей на станциях метрополитена и МЦК. На обновлённых картах отображены открывшиеся станции: «Окружная», «Верхние Лихоборы» и «Селигерская». Стадионы «Лужники», «Открытие Арена», место проведения фестиваля болельщиков и городской билетный центр отметили специальными обозначениями, а на схемы метро был размещён логотип ЧМ-2018. Также к Чемпионату Мира был разработан новый тематический дизайн для карт «Тройка», с изображёнными на ней триколором и мячом.
Был организован приём водительских удостоверений от иностранных граждан, чтобы предоставить им возможность пользоваться услугами каршеринга в Москве. Доступными для иностранных туристов свои сервисы сделали операторы YouDrive, «Делимобиль», BelkaCar, EasyRide, Car5 и Carlion.
Во время проведения ЧМ-2018 в отелях Москвы и Санкт-Петербурга продавались совмещённые проездные билеты «Тройка/Подорожник», с начисленными на них поездками. Данный тип карт действует на всем городском транспорте двух российских городов.
В июне на 100 городских автобусов нанесли символику чемпионата мира по футболу и изображения с основными достопримечательностями столицы. Общественный транспорт, который курсирует вблизи стадионов и в центре Москвы, украсили стикерами с изображениями связанными с ЧМ-2018.
До 25 июня владельцы паспорта болельщика имели возможность пользоваться общественным транспортом бесплатно. А в течение двух часов после окончания матчей были организованы бесплатные маршруты до станций метро: «Спартак», «Тушинская», «Фрунзенская», «Спортивная», «Воробьёвы горы» и станции «Лужники (МЦК)».
С 15 июня по 14 июля 2018 года был запущен специальный тариф на городской велопрокат. Он включал встроенную страховку и отличается увеличенным временем бесплатного проезда с 30 до 60 минут.

## Стратегия 2030
Под руководством мэра Москвы Сергея Собянина Транспортный комплекс Москвы разработал Программу развития московского транспорта до 2030 года (стратегию 2030) .
Одним из ключевых направлений программы останется развитие Московского метрополитена. Запланировано открытие трёх новых линий метро (Троицкая, Рублёво-Архангельская и Бирюлёвская), поезда из дальних пригородов будут ходить в Москву в шесть раз чаще. Расширится транспортная география столицы. К 2030 году тактовое движение поездов будет организовано на всем Центральном транспортном узле.
Предполагается, что к 2030 году в Москве будет 5300 электробусов российского производства, они заменят автобусы на маршрутах, что существенно улучшит экологическую ситуацию.
Кроме того, будет расширена сеть перехватывающих парковок — обустроено больше 150 тыс. мест в Москве и области.
Продолжится развитие  личного электротранспорта и инфраструктуры для него. Так, в Москве развивается сеть городских зарядных станций для электромобилей в рамках проекта «Энергия Москвы». Жителям доступны порядка 290 ЭЗС, которые находятся в местах притяжения жителей: около торговых и деловых центров, рядом с парками и кафе, жилыми домами и так далее. Популярность проекта растет с каждым годом. Например, в 2024 году пользователи подзарядились на городских зарядных станциях около 500 тыс. раз, а всего с момента активной фазы проекта в 2021 году ЭЗС воспользовались около 800 тыс. раз.
В 2024 году запущены первые две ЭЗС мощностью на 150 кВт. Они находятся по адресам: Денежный переулок, д. 8-10 и улица Воздвиженка, д. 10. Подзарядка на этих станциях занимает около 30 минут.
Чтобы ускорить развитие зарядной инфраструктуры и рост парка электромобилей, в 2024 запустили пилотный проект по вводу тарифа на зарядные сессии на 39 новых городских зарядных станциях в 15 районах города. Это повысило доступность зарядных станций для пользователей электромобилей и инвестиционную привлекательность проекта.
Согласно прогнозу, к 2030 г. в столице потребуется расширить зарядную инфраструктуру до 30 тыс. штук для обеспечения роста количество электромобилей до 320 тыс. – 7% от общего числа машин.
Во второй половине 2024 года запланирован выход на маршрут беспилотного трамвая. Он сможет фиксировать пассажиров и пешеходов, пересекающих дорогу в неположенном месте. Его система распознавания способна различать машины, светофорные сигналы, а также животных.
Расходы на развитие транспортной системы Москвы, согласно принятому Мосгордумой бюджету, расписаны до 2026 года включительно. В 2024 году было выделено 940,5 млрд рублей, в 2025-м году — 947,1 млрд рублей, в 2026-м году — 918,5 млрд рублей. В том числе на развитие линий метро будет выделено суммарно более 726 млрд рублей.

## Критика
Критика деятельности Дептранса относится в основном к нововведениям в транспортной сфере, которые внедряются в Москве при его непосредственном участии.
В 2016 году в Москве началась тенденция к массовому сокращению маршрутов и подвижного состава троллейбуса, что встретило в том числе и резко негативные оценки, основная претензия которых заключалась в том, что троллейбусы заменяются менее экологичными автобусами, а электробусы, которые могут стать более разумной альтернативой, пока недостаточно распространены. В 2016 году было основано общественное движение «Москвичи за троллейбус», в 2017 проводились митинги в защиту данного вида транспорта, большинство участников которых мотивировало свою позицию такими достоинствами троллейбуса, как экологичность, экономическая эффективность и меньшее в сравнении с автобусом количество шума. Выдвигаются мнения, что столичные власти сокращают данный вид транспорта для оптимизации транспортных расходов (поскольку троллейбусной сетью сложнее управлять с точки зрения поддержки функционирования) или для редевелопмента освобождённых территорий.
После крупнейшей катастрофы в Московском метрополитене за всю его историю, глава Департамента транспорта Максим Ликсутов заявил, что Департамент транспорта не отвечает за безопасность пассажиров московского метро, поскольку это не входит в его полномочия, в то же время добавляя возможность инициации проверки инфраструктуры.
Охарактеризовал аварию на станции «Печатники» как «накат» одного состава на другой, что, однако, таковым не является, поскольку проверка наката, — выявление отсутствия препятствий движению поезда, — это, как правило, — штатное (стандартное) действие машинистов.
Несмотря на заявление Департамента транспорта о переименовании станций «Выставочная» и «Международная» в «Деловой центр» и «Москву-Сити» «по просьбам пассажиров», переименование вызвало среди них неоднозначную реакцию.
Несмотря на заявление правительства Москвы в лице мэра Сергея Собянина и главы Департамента транспорта Максима Ликсутова о рассмотрении вопроса установки мемориальной таблички в память о погибших в крупнейшей катастрофе за всю историю Московского метрополитена, спустя 10 лет этого сделано не было.

## Подведомственные организации
- ГУП «Московский метрополитен»
- ГУП «Мосгортранс»
- ГКУ «Организатор перевозок»
- ГБУ «Мостранспроект»

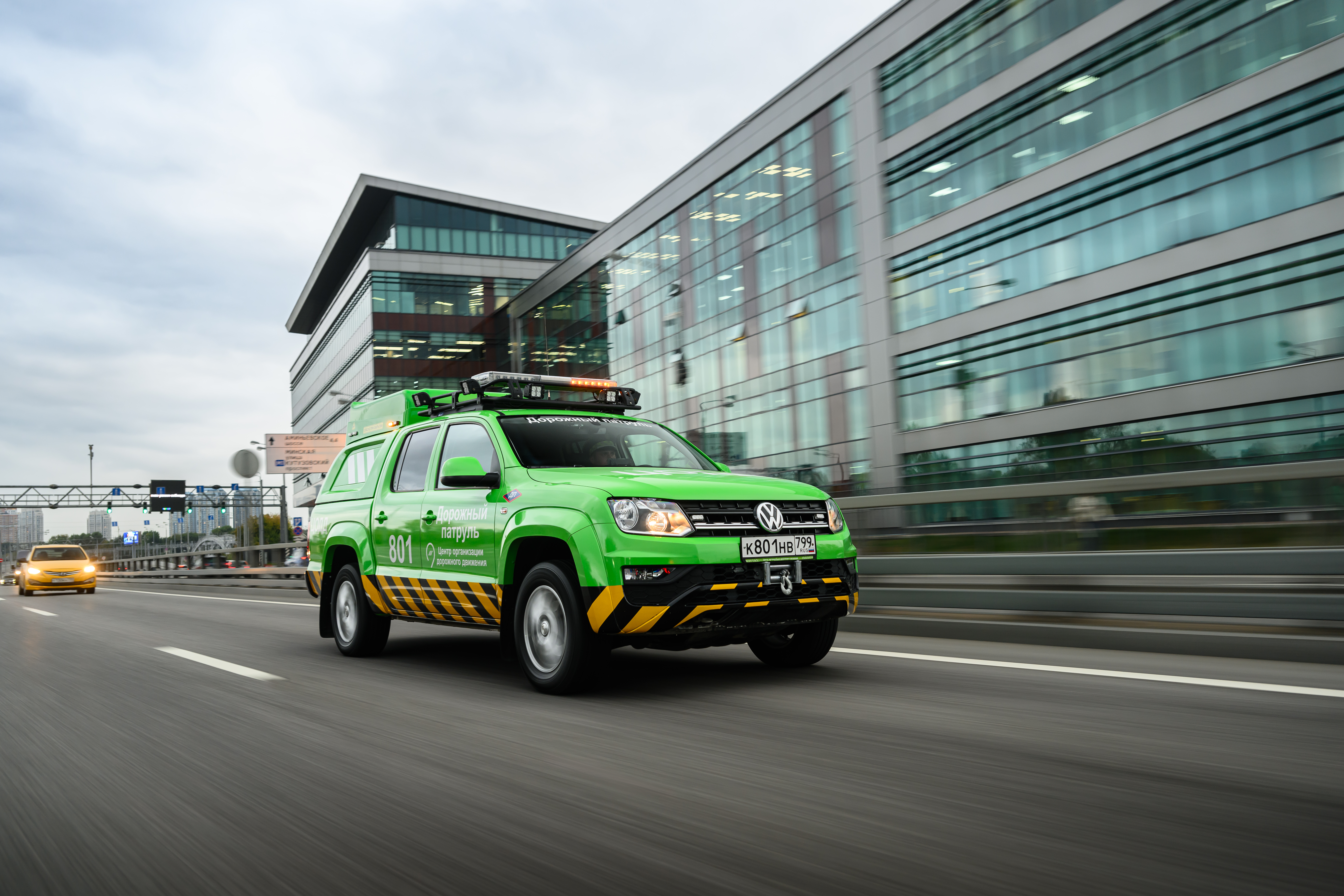
Автомобиль дорожного патруля ЦОДД

- ГКУ «Центр организации дорожного движения правительства Москвы» (ЦОДД)
- ГКУ «Администратор Московского парковочного пространства» (АМПП)
- АНО «Центр истории и культуры транспорта» (ЦИКТ) (Музей транспорта Москвы)
- Московская административная дорожная инспекция (МАДИ)

## Полномочия
- Разработка городских программ в области транспорта, развития дорожно-транспортной инфраструктуры;
- Определение мест размещения отстойно-разворотных площадок в городе;
- Разработка и реализация системы транспортной навигации в Москве;
- Принятие решений:
  - О предоставлении субсидий за счёт средств бюджета города Москвы юридическим лицам в случаях, установленных правовыми актами города Москвы;
  - О составлении протоколов, рассмотрении дел об административных правонарушениях и привлечении к административной ответственности граждан, должностных и юридических лиц в пределах своей компетенции;
  - Об утверждении нормативов минимальной обеспеченности населения пунктами технического осмотра в городе Москве;
  - Об утверждении схем размещения плоскостных парковок в городе Москве, схемы размещения пунктов реализации проездных билетов для проезда на городском пассажирском транспорте общего пользования, схемы размещения терминалов для вызова легкового такси, схемы размещения зарядных станций для электротранспорта;
  - О размещении пунктов реализации проездных билетов на городской пассажирский транспорт;
  - О создании, вводе в эксплуатацию и ликвидации парковок (парковочных мест);
  - Об утверждении адресного перечня платных городских плоскостных парковок закрытого типа;
  - Об утверждении размера платы за пользование парковочными местами на платных парковках города;
  - О порядке разработки и реализации Государственных программ города Москвы.

## Услуги
- Выдача парковочного разрешения многодетной семье[84].
- Выдача разовых пропусков, предоставляющих право на передвижение грузового транспорта в зонах с ограничения его движения в городе Москве[84]
- Выдача резидентного парковочного разрешения[84]
- Выдача, переоформление и аннулирование разрешения на осуществление деятельности по перевозке пассажиров и багажа легковым такси на территории города Москвы[84]
- Парковочные разрешения для автомобилей системы каршеринга[84]
- Внесение записи в реестр операторов каршеринга, изменение и аннулирование записи [84]
- Обращения в МАДИ и АМПП [84]
- Оформление, переоформление свидетельств и карт маршрута регулярных перевозок[84]